# 123-й отдельный батальон связи
123-й отдельный батальон связи — воинское подразделение в вооружённых силах СССР во время Великой Отечественной войны. Всего во время войны имелось четыре формирования батальона.

## 123-й отдельный батальон связи 15-й воздушной армии
В составе действующей армии с 29 июля 1942 по 30 августа 1942 года.
Являлся армейским батальоном связи 15-й воздушной армии, 30 августа 1942 года обращён на формирование 15-го отдельного полка связи 15-й воздушной армии.

## 123-й отдельный батальон связи 10-го стрелкового корпуса (2ф)
В составе действующей армии с 13 октября 1942 по 23 ноября 1942 года.
Являлся корпусным батальоном связи 10-го стрелкового корпуса 2-го формирования, повторил его боевой путь.

## 123-й отдельный батальон связи 10-го стрелкового корпуса (3ф)
В составе действующей армии с 26 января 1943 по 20 мая 1944 и с 1 июля 1944 по 9 мая 1945 года.
Являлся корпусным батальоном связи 10-го стрелкового корпуса 3-го формирования, повторил его боевой путь.
Награды :
- Почетное наименование "Митавский" - присвоено приказом Верховного Главнокомандующего № 0259 от 10 августа 1944 года за отличие в боях при освобождении города Митава.

## 123-й отдельный батальон связи 65-го стрелкового корпуса
В составе действующей армии с 22 июня 1941 по 5 сентября 1941 года.
Являлся корпусным батальоном связи 65-го стрелкового корпуса 1-го формирования.
29 июня 1941 года, когда управление 65-го стрелкового корпуса было обстреляно на марше и корпус разделился на две группы, батальон попал в группу отошедшую к Риге и присоединился к 8-й армии
По-видимому, уничтожен в конце августа 1941 года в Таллине или при Таллинском переходе